# Emil-Ernst Borchmann
Emil-Ernst Borchmann (* 26. Januar 1897 in Plau, Kreis Crossen an der Oder; † nach 1956) war ein deutscher SA-Führer, zuletzt im Rang eines SA-Brigadeführers.

## Leben und Tätigkeit
Borchmann nahm als Flieger am Ersten Weltkrieg teil. Im Krieg erreichte er den Rang eines Leutnants. 1916 wurde er bei einem Absturz schwer verletzt.
Zum 1. November 1930 trat er der NSDAP bei (Mitgliedsnummer 352.529). Um 1930 trat er in den Straßenkampfverband der NSDAP, die Sturmabteilung (SA), ein, in der er rasch in führende Stellungen aufrückte. Seit 1932 gehörte er zu den führenden Funktionären in der von Edmund Heines kommandierten SA-Gruppe Schlesien. Durch den Führerbefehl der Obersten-SA-Führung Nr. 11 vom 15. Dezember 1932 wurde er zum SA-Standartenführer befördert.
Am 15. September wurde Borchmann als Nachfolger von Hans Ramshorn mit der Führung der Untergruppe Mittelschlesien-Nord beauftragt, die er bis zu ihrer Auflösung am 31. August 1933 innehatte. Anschließend wurde er am 15. September 1933 zum Führer der als Nachfolgeformation der Untergruppe aufgestellten Brigade SA-19 (Mittelschlesien Nord) ernannt. Diese führte er bis ins Jahr 1935. Die Brigade 19 umfasste etwa 40.000 Mann.
1933 wurde Borchmann zum SA-Oberführer und zum 15. Januar 1934 zum SA-Brigadeführer befördert.
Während der Röhm-Affäre vom Sommer 1934, d. h. der gewaltsamen Ausschaltung der SA als einem Machtfaktor im NS-Staat durch die Reichsregierung mit Hilfe der SS und der Polizei, wurde Borchmann, wie die meisten hochrangigen SA-Führer, verhaftet. Im Gegensatz zu Heines und zu den Kommandeuren der SA-Brigaden für Oberschlesien und Niederschlesien, Hans Ramshorn und Eberhard von Wechmar, die von SS-Kommandos erschossen wurden, überlebte Borchmann: Der am 30. Juni 1934 durch Hermann Göring persönlich in einem Telefongespräch mit Theodor Berkelmann, den Führer des SS-Abschnitts III (Breslau) übermittelte Befehl, Borchmann erschießen zu lassen, wurde nicht ausgeführt, da Berkelmann, der in den vorangegangenen Wochen mit der Telefonüberwachung von Borchmann betraut gewesen war und daher wusste, dass dieser sich nichts zuschulden kommen hatte lassen, sich bei Göring für diesen verwendete und Göring schließlich erklärte, dass Borchmann am Leben bleiben dürfe, wenn Berkelmann mit seinem Kopf für diesen einzustehen bereit sei, wozu Berkelmann sich bereit erklärte. Borchmann wurde daher, anders als viele andere SA-Führer seiner Rangstufe, während der blutigen Tage vom 30. Juni und 1. Juli 1934 nicht füsiliert, sondern nur in Haft genommen.
Nach einer Freilassung führte er noch bis 1935 die SA-Brigade 19. Von 1935 bis 1936 amtierte er dann als Stabsführer der von Otto Herzog geführten SA-Gruppe Schlesien, bevor er von 1936 bis 1937 die SA-Brigade 18 in Schweidnitz führte.
Zum 1. Juli 1937 wurde Borchmann zum Stabsführer der Gruppe Schlesien des Nationalsozialistischen Fliegerkorps ernannt.
Nach dem Zweiten Weltkrieg floh Borchmann in das Gebiet westlich der Neiße, als hoher SA-Funktionär wurde er verhaftet und lange Jahre in Haft gehalten. 1956 wurde er schwerkrank aus dem Zuchthaus Bautzen entlassen. Aufgrund mangelnder Berufsperspektive in der Deutschen Demokratischen Republik siedelte er schließlich über Berlin nach Hessen über.

## Ehe und Familie
Borchmann heiratete am 15. November 1925 in Breslau Eva Agnes Sophie Frieda Lindow (* 12. Dezember 1905).